# Nūshīn Shar
Nūshīn Shar (persiska: نوشین شهر, نوشين, Nūshīn) är en ort i Iran.   Den ligger i provinsen Västazarbaijan, i den nordvästra delen av landet, 600 km väster om huvudstaden Teheran. Nūshīn Shar ligger 1 313 meter över havet och antalet invånare är 6 731.
Terrängen runt Nūshīn Shar är platt åt sydost, men åt nordväst är den kuperad.Runt Nūshīn Shar är det ganska tätbefolkat, med 185 invånare per kvadratkilometer. Nūshīn Shar är det största samhället i trakten. Trakten runt Nūshīn Shar består till största delen av jordbruksmark.